# Саар-72
«Саар-72» (ивр. סער 72‎) — проект корабля типа корвет, разработки компании Israel Shipyards. Проект предлагается в качестве замены устаревшим ракетным кораблям и пока не приобретен ни одним флотом.
Разработка была представлена на выставке «IMDEXASIA», проходившей с 14 по 16 мая 2013 года в Сингапуре.

## История
В 2002 году ВМС Израиля начали разрабатывать план замены старых кораблей «Саар-4» . Планы были отложены из-за споров внутри корпуса относительно характера необходимого корабля, а также из-за высокой стоимости кораблей.
В 2007 году многолетний план ЦАХАЛа «Тефен», сформулированный после Второй Ливанской войны, включал закупку новых кораблей, но он оставался с низким приоритетом, и этот раздел не был реализован ввиду ограничений, по которым другие разделы в конечном итоге были представлены как более срочные.
В 2012 году на фоне открытия запасов газа в Средиземном море необходимость приобретения новых кораблей признали в руководстве Минобороны. Министр обороны Эхуд Барак решил объявить международный тендер. В тендере участвовали верфи Южной Кореи, Италии и Испании (израильские верфи в тендере не участвовали).
В 2013 году компания Israel Shipyards предложила поставить ВМФ новые корабли модели Саар-72. Военно-морской флот отклонил это предложение.
В 2014 году премьер-министр Биньямин Нетаньяху решил отменить международный тендер и провести эксклюзивные переговоры с немецкой верфью Thyssenkrupp Marine Systems в городе Киль (верфь, строящая израильские подводные лодки Dolphin) о строительстве более тяжелых и крупных кораблей, чем требуется в тендере. В мае 2015 года был подписан контракт с заводом Тиссенкрупп на строительство четырех кораблей.
В ходе конференции «Евронибал» 2016, проходившей в Париже, компания Israel Shipyards подписала первый заказ на эту модель с Кипром. 15 декабря 2017 года судно было доставлено на Кипр. Корабль, построенный для Кипра, короче, длиной 62 метра, и получил прозвище Саар-62. Он не включает в себя ангар для хранения вертолета и посадочную площадку на борту корабля и рассчитан на 30 членов экипажа.

## Корабль
После обнаружения газа у берегов Израиля ВМФ был вынужден расширить зону безопасности и принять на себя ответственность за большую территорию, чем раньше. В составе ВМФ несут службу ракетные корабли модели Ракетные катера типа «Саар-4,5» Ацмаут и Ницахон, принятые на вооружение в 1970-е годы, и срок их службы подходит к концу — 35 лет. В качестве замены компания Israel Shipyards предложила модель Саар-72.
Саар-72 представляет собой мини-корвет и считается многоцелевым судном. Корабль сочетает в себе возможности ракетных кораблей модели Саар-4,5 с корветами модели Саар-5. Корабль приспособлен для деятельности береговой охраны, на борту корабля будет большое пространство для систем управления, помещения для размещения спецназа, средств быстрого реагирования и спасательных операций, ангар для хранения средних вертолетов и БПЛА. На борту корабля имеется аппарель длиной 15 метров, кран для самостоятельной погрузки, средства для спуска резиновых лодок и беспилотных судов.
Саар-72 имеет возможности малозаметности, подводную спасательную капсулу, мачту, способную содержать радар радиоэлектронной борьбы, и пассивные датчики (которые обнаруживают свет, тепло и т. д.). Корабль будет оснащен морской РЛС-2258 производства компании Elta, которая была выбрана на флоте и для существующих кораблей. По вооружению корабль способен нести ракеты «Барак-8» производства «Аэрокосмической промышленности», ракеты класса «море-море», ракеты с управляемым вооружением и пулемёты.
На корабле имеются помещения для 50 членов экипажа и еще 20 мест для гостей или морского спецназа. Корабль рассчитан на плавание в течение 21 дней подряд с дальностью плавания более 3000 морских миль.